# Bossa de medicina

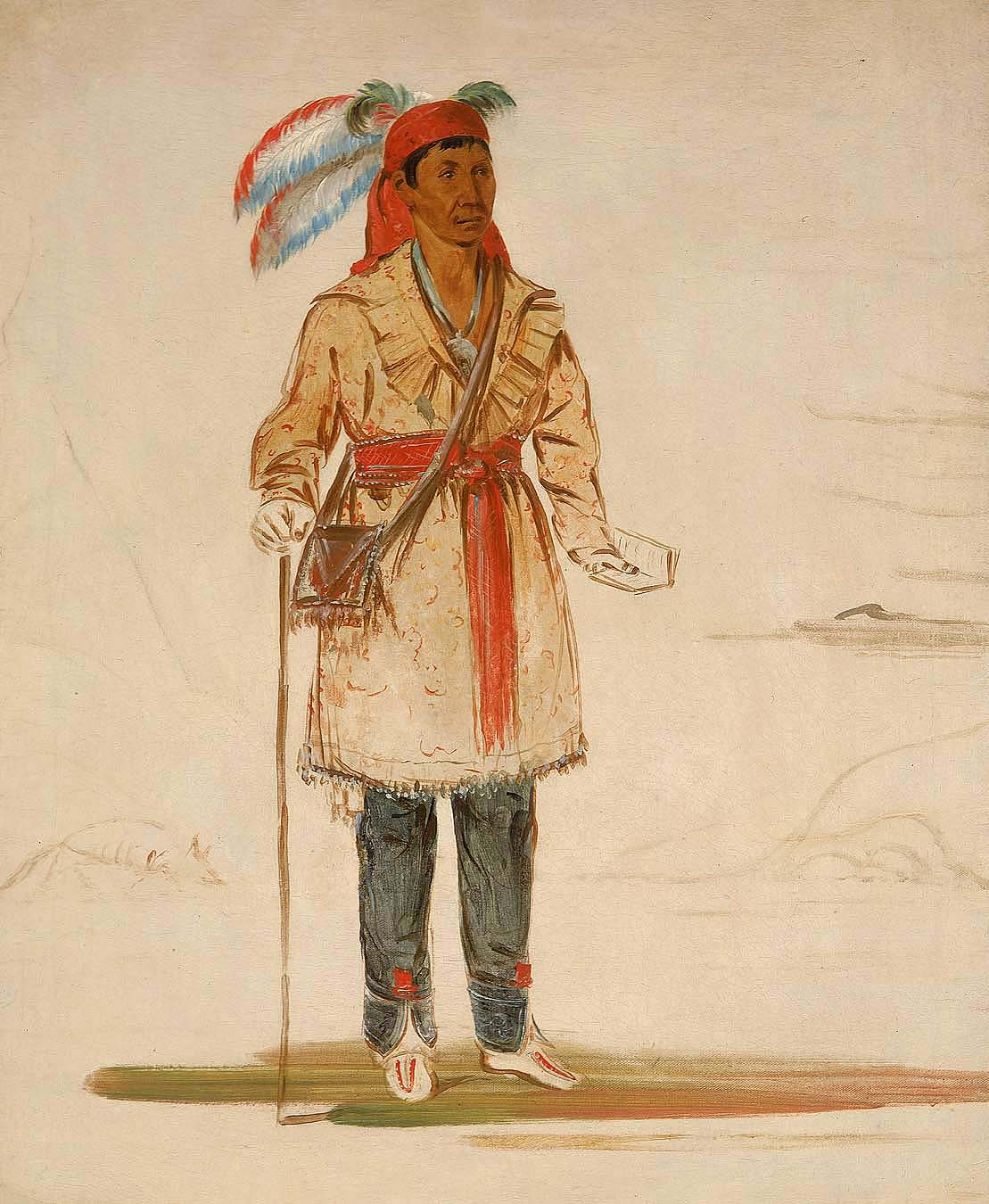
Retrat del cabdill Ee-tów-o-kaum, portant una bossa de medicina. Pintat per George Catlin

Anomenada en anglès “medicine bag”, una bossa de medicina era una bossa amb suposades propietats espirituals que portaven els natius nord-americans. La denominació en llengües indígenes s'hauria de traduir per bossa misteri o bossa de misteri.
En relació amb els indis nord-americans, la paraula "medicina", component de l'expressió, no significa curació, sinó el "poder misteriós i transcendent darrere de tots els fenòmens visibles".

## Descripció
Les bosses de medicina eren generalment petites, tot i que podien tenir dimensions més grans algunes vegades. Estaven fetes de pells adobades d’animals salvatges. I solien estar decorades. A vegades eren de tela. Les més petites podien dur-se penjades al coll (com una mena d’escapulari). Les més grans, en forma de sarró, disposaven d’una bandolera.
En la majoria dels casos, només el propi usuari era conscient del contingut. Per a moltes tribus, la bossa de medicaments es considerava la possessió més sagrada d'una persona i es perdia la sort si la perdia.

## Contingut[6][7]
Les propietats espirituals o màgiques residien en els continguts de les bosses. Cada bossa guardava objectes diversos recollits pel propietari al llarg de la seva vida, des de l’adolescència.
En la tradició inca d'Amèrica del Sud, hi ha una bossa de medicina xamànica anomenada mesa.

## Aspectes legals
En algunes lleis dels Estats Units d'Amèrica, referides a la llibertat religiosa dels natius americans, es fa referència a les bosses de medicina.

## Bossa del guerrer i bossa del xaman
Mentre que la bossa de medicina d'un guerrer (en el sentit de talismà) no s'obria gairebé mai, la bossa de medicina d'un xaman era més aviat un gran sarró on es guardaven els objectes sagrats necessaris per als seus rituals. Aquests podien canviar amb el temps, per exemple si el xaman cedia simbòlicament part del seu poder a un altre a través d'un objecte, o si una experiència mística propiciava la recollida d'un nou objecte.